# Глинськ (Олександрійський район)
Глинськ — село в Україні, у Великоандрусівській сільській громаді Олександрійського району Кіровоградської області. Населення становить 1654 осіб. Колишній центр Глинської сільської ради.

## Географія
У селі балки Яр Євтушин та Яр Онов впадають у річку Цибульник.

## Історія
У 1752-64 роках тут була 19 рота новосербського Гусарського полку (кінного).
Станом на 1886 рік у селі, центрі Глинської волості Олександрійського повіту Херсонської губернії, мешкало 2118 осіб, налічувалось 378 дворових господарств, існували 2 православні церкви, церковно-приходська школа, відкрита у 1859 році, 3 лавки, відбувались торжки.
За переписом 1897 року кількість мешканців зросла до 4694 осіб (3125 чоловічої статі та 1569 — жіночої), з яких 1672 — православної віри.
05.02.1965 Указом Президії Верховної Ради Української РСР передано Глинську сільраду Знам'янського району до складу Кремгесівського району.

## Населення
Згідно з переписом УРСР 1989 року чисельність наявного населення села становила 1932 особи, з яких 851 чоловік та 1081 жінка.
За переписом населення України 2001 року в селі мешкали 1653 особи.

### Мова
Розподіл населення за рідною мовою за даними перепису 2001 року:
| Мова       | Відсоток |
| ---------- | -------- |
| українська | 95,16 %  |
| російська  | 2,06 %   |
| циганська  | 2,06 %   |
| білоруська | 0,24 %   |
| вірменська | 0,12 %   |
| молдовська | 0,12 %   |
| румунська  | 0,12 %   |
| болгарська | 0,06 %   |

## Відомі люди
У селі народився український вчений-економіст Андрущенко Володимир Леонідович (* 1940) — заслужений діяч науки і техніки України, доктор економічних наук, професор.